# Decastyl

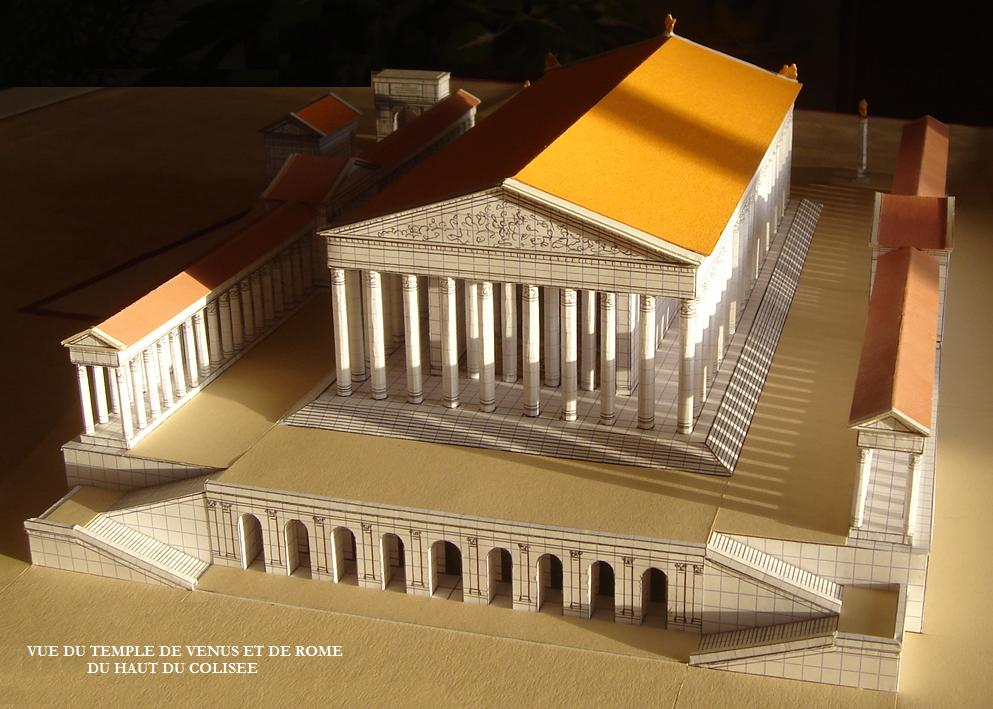
Exempel på ett decastylt tempel: Venus och Romas tempel i Rom (rekonstruktion).

Decastyl (av grekiska δέκα, ”tio”) är en portik eller annan konstruktion med tio frontala kolonner.